# 咬住 (畏兀儿人)
咬住（?—?），元朝大臣，畏兀儿人，昔班之孙，斡羅思密之子。
至大三年（1310年），咬住担任典用監卿。当时有盜竊元世祖御帶的事情，賊人被懸賞五千錠，咬住将他擒獲。盜賊伏法被誅杀，咬住推辭賞赐，元武宗嘉赏他不骄傲自大，賞给他千錠。咬住官至榮祿大夫、宗正府札魯火赤。